# Wippenham
Wippenham är en ort och kommun i Österrike. Den ligger i distriktet Ried im Innkreis i förbundslandet Oberösterreich, 220 kilometer väster om huvudstaden Wien. 
Kommunen består av nio orter (Ortschaften) (inom parentes invånarantal 1 januari 2024):

- Außerguggenberg (20)
- Bruck (52)
- Geretsdorf (25)
- Gundersberg (16)
- Mairing (72)
- Neuratting (140)
- Sieberting (49)
- Weinberg (25)
- Wippenham (160)